# Foreland
El concepto de foreland proviene del alemán y se refiere específicamente al área complementaria de un puerto conectada a este por barco, es decir, al conjunto de áreas desde donde se atraen las importaciones y se distribuyen las exportaciones.
En un sentido más amplio, puede aplicarse al conjunto de territorios (ciudades, comarcas, regiones, etcétera) con los que se encuentra conectado otro territorio.